# گروتلی-لآگر (تنسی)
گروتلی-لآگر(به انگلیسی: Gruetli-Laager) شهری در ایالت تنسی کشور ایالات متحده آمریکا است که جمعیت آن در سرشماری سال ۲۰۱۰ میلادی، ۱٬۸۱۳ نفر بوده‌است.